# 山内優花
山内 優花（やまうち ゆか、1994年2月22日 - ）は、日本の女優、歌手である。京都府出身。身長156cm、血液型A型。

## 人物・エピソード
- 姉が一人いる。
- 好きな食べ物はかき氷。
- ファンの名称は「YourFlower」、略称は「ユーフラ」[1]である。
- 仲の良い友人にLaco(EOW)、TOKINE、仮谷せいら、松本妃代などがいる。
- 2020年1月、2019年12月31日付で約11年所属したキューブを退社し今後フリーランスで活動していくことを発表した[2]。
- 2021年 Blue Mallowに所属。同年 8月1日、オフィシャルサイトとオフィシャルファンクラブを開設。
- 2025年1月18日、自らが作詞、作曲・編曲・プロデュースをYu（vague）が手掛けた1stシングル「晴れ舞台」にて歌手デビュー[3][4]。

## 出演

### テレビドラマ
- 遺品整理人 谷崎藍子II〜届かなかったメッセージ〜（2011年5月30日、TBS） - 和久真由 役
- DANCE&MUSIC 熱血学園ドラマ押忍!!ふんどし部!（2013年4月11日 - 7月4日、tvk 他） - アキ 役
- ワーキングデッド 〜働くゾンビたち〜（2014年10月2日 - 12月25日、BSジャパン）
- カンナさーん!（2017年7月18日 - 9月19日、TBS）- 第9話ゲスト
- NHK BSプレミアム「ダイアリー」（2018年9月9日 - 9月30日、NHK）- 片瀬明恵 (学生時代) 役
- 新・ミナミの帝王〜過去からの罠〜（2019年1月5日、関西テレビ）- 日野倫子 役
- ドラマL「年下彼氏」（2020年6月7日、ABCテレビ/2020年6月6日、テレビ朝日) - #18ゲスト
- ドラマL「ジモトに帰れないワケあり男子の14の事情」(2021年5月2日、ABCテレビ/2021年5月1日、テレビ朝日) - episode5 (出演)、episode4、11、13 (振付参加) [5]。
- 正義の天秤（2021年9月25日 - 10月23日、NHK総合）
- 全っっっっっ然知らない街を歩いてみたものの Season2（2022年3月28日、フジテレビ）[6] - 第4話ゲスト
- Qrosの女 スクープという名の狂気 第2話（2024年10月14日、テレビ東京） - ドラマスタッフ 役[7]

### 映画
- ナラタージュ（2017年10月7日公開）
- 恋は雨上がりのように（2018年5月25日公開） - 店員 役
- 西北西（2015年製作、2018年9月15日公開） - アイ 役
- この子は邪悪（2022年9月1日公開） - 鈴江茉里 役

### WEB
- 恋は雨上がりのように〜ポケットの中の願いごと〜（2018年5月2日 - 5月25日、GYAO!） - 店員 役
- リモートシネマ『それぞれの自宅』[8]（2020年7月23日 - 7月25日、YouTube配信）- 黒田芽衣 役

### CM
- ラジオCM「NTT DoCoMo」
- ラジオCM「龍谷大学」
- RDリンデロンVs「春夏秋冬リンデロン 春夏の症状に」篇（2023年）

### 雑誌
- ar(主婦と生活社) - 2020年4月号
- はなよめ(百日草) - 2020年6月号

### MV
- 中谷優心「キャンディーキッス」（2016年）
- 凛として時雨「DIE meets HARD」（2017年）
- EOW「百花」（2021年）
- EOW「WONDERFUL」（2024年）

### ライブ
- gravity live vol.7 「Alpha」（2016年8月6日 - 8月7日）
- gravity Live vol.8「Alpha+〜女祭り2018〜」（2018年3月24日 - 3月25日）

### 写真展
- project by gekichap 『 戦う役者100人展 』（2020年12月22日 - 12月27日)
- 「女優が撮る女優展」(2021年10月5日 - 10月10日)
- ”これまで” の役者100人展（2023年12月19日 - 12月26日)

### イベント
- 河内美里バースデーイベント〜sunrise of the 20th〜（2017年10月22日） - ゲスト出演
- 25年目の私〜初めまして、山内優花です〜（2019年3月23日）
- 演劇ユニット【爆走おとな小学生】◇授業参観-2020年3月号-（2020年3月25日） - ゲスト出演
- 28th Birthday Event「Hana marché 〜28は花園〜」（2022年3月4日）
- MIRIA WATANABE 23rd BIRTHDAY EVENT（2022年11月19日） - ゲスト出演
- 2023 Calendar LIFE お渡し会（2023年3月14日）
- 29th Birthday Event 「Hana marché ～29の花咲く～」（2023年3月14日）
- Junna’s House 『Talk & Acoustic Live ～EIGHTIES～』（2023年4月15日、大阪 / 4月22日、東京） - ゲスト出演
- ファンミーティング 「花の湯〜湯加減いかがですか〜」（2023年8月12日）
- Junna's House Fan Meeting～High Tide～（2023年8月19日、横浜） - ゲスト出演
- 30th Birthday Event 「Hana marché ～30の瞳～」（2024年3月16日）
- 1st Photo Book「すき」お渡し会（2024年10月12日）

### 舞台
- FAB FIVE THE MUSICAL（2013年11月28日 - 12月1日）- 神田千波 役
- ミュージカル「AMNESIA」 - アミュネガールズ・ミネ 役
  - ミュージカル「AMNESIA」（2014年1月9日 - 1月19日）[9]
  - ミュージカル「AMNESIA」re:again（2014年9月3日 - 9月10日、東京 / 9月20日 - 9月23日、大阪）[10]
- 農業系Rockミュージカル「いただきます!～歌舞伎町伝説～ 」（2014年3月20日 - 3月30日） - 竹井あゆみ 役
- ミュージカル☆忍者じゃじゃ丸くん（2014年5月20日 - 5月25日）- ダブルキャストA班 おゆき 役
- 舞台「K」（2014年8月6日 - 8月10日）- 雪染菊理 役
- 神様はじめました THE MUSICAL♪（2015年3月21日 - 3月29日）- アンサンブル
- ブロードウェイミュージカル「ピーター・パン」(2015年7月20日 - 7月30日、東京/8月2日、大阪） - トートルズ 役
- 光の光の光の愛の光の（2016年9月28日 - 10月2日）- エリィ 役
- 舞台「遙かなる時空の中で6 幻燈ロンド」（2017年5月4日 - 5月10日）- 駒野千代 役
- 音楽喜劇「のど自慢」〜上を向いて歩こう〜（2017年6月29日 - 7月4日、東京/7月22日 - 7月24日、神戸/8月12日 - 8月18日、名古屋）- 矢代時子 役
- ミュージカル「少女革命ウテナ」 - 姫宮アンシー 役
  - ミュージカル「少女革命ウテナ〜白き薔薇のつぼみ〜」（2018年3月8日 - 3月18日）
  - ミュージカル「少女革命ウテナ〜深く綻ぶ黒薔薇の〜」（2019年6月29日 - 7月7日）
- 乃木坂46版 ミュージカル「美少女戦士セーラームーン」- 大阪なる 役
  - 乃木坂46版 ミュージカル「美少女戦士セーラームーン」（6月公演：2018年6月8日 - 6月24日 / 9月公演：9月21日 - 9月30日）
  - 乃木坂46版 ミュージカル「美少女戦士セーラームーン2019」（2019年10月10日 - 10月14日、東京 / 11月22日 - 11月24日、上海）
- 演劇ユニット【爆走おとな小学生】第五回特別授業「あたしをくらえ。」（2018年10月17日 - 10月21日）- TeamB ウィルス 坂下マネージャー 役
- 演劇ユニット【爆走おとな小学生】第十回課外授業「Office-9no1-」（2020年2月27日 - 3月2日） - 伊賀流 山田店長 役
- 野の花（2020年8月19日 - 8月23日） - ☆ルイーゼ 役
- 朗読劇『それぞれの自宅』（2020年12月6日、YouTube配信）- 黒田芽衣 役
- ミュージカル『踊る！埼玉』（2021年5月19日 - 5月23日） - 戸田ますみ 役
- 歌劇『桜蘭高校ホスト部』 - 藤岡ハルヒ 役
  - 歌劇『桜蘭高校ホスト部』（2022年1月15日 - 1月23日、東京 / 1月29日 - 1月30日、大阪）
  - 歌劇『桜蘭高校ホスト部』ƒ（2022年12月2日 - 11日、東京 / 12月17日 - 18日、大阪）[11][12]
  - 歌劇『桜蘭高校ホスト部』Fine（2023年12月2日 - 10日）[13]
- ミュージカル『ピオフィオーレの晩鐘』（2022年5月5日 - 5月15日） - フェイ 役
- 江古田のガールズ十三周年記念 特別公演 演劇版「稲川怪談」（2022年9月27日 - 10月2日）
- ミュージカル『憂国のモリアーティ』 - メアリー・モースタン 役
  - ミュージカル『憂国のモリアーティ』Op.4 -犯人は二人-（2023年1月27日 - 1月29日、大阪 / 2月2日 - 2月12日、東京）
  - ミュージカル『憂国のモリアーティ』コンサート（2024年7月11日 - 7月15日）- 14日ゲスト
- 遠⼭ドラマティア『Cʼest Promis』（2023年10月5日 - 10月15日） - ペンギン、サエ 役
- 二人芝居『ふたりよがり』（2024年2月9日 - 2月12日）
- アニマックス朗読劇『坂道のアポロン』（2024年3月5日 - 3月10日） - 深堀百合香 役
- 舞台『CHICACO 2024』Episode2（2024年3月29日 - 4月14日） - 相楽舞 役[14][15]
- ぐりむの法則『再演・オウムノウシス』Bチーム（2024年5月9日 - 5月19日）[16] - ヒロイン 役
- ミュージカル『Fate/Zero』- アイリスフィール・フォン・アインツベルン 役
  - 『Fate/Zero』〜The Sword of Promised Victory〜（2025年1月18日 - 1月26日、東京 / 1月31日 - 2月2日、大阪）
  - 『Fate/Zero』〜A Hero of Justice〜（2025年9月6日 - 21日〈予定〉、東京）[17][18]
- 劇団ホチキス第50回本公演 「妻らない極道たち」（2025年4月2日 - 4月6日、東京 / 4月20日、名古屋）[19]
- 幻想水滸伝-門の紋章戦争篇-（2025年12月〈予定〉、東京 / 12月〈予定〉、京都） - カスミ 役[20]

## ディスコグラフィー

### 配信シングル
- 晴れ舞台（2025年1月18日）[3][4]